# Coupe du Portugal de football 1973-1974
Navigation
1972-1973 1974-1975

La Coupe du Portugal de football 1973-1974 est la 34e édition de la Coupe du Portugal de football, considéré comme le deuxième trophée national le plus important derrière le championnat. 
La finale est jouée le 14 juin 1975, au stade national du Jamor, entre le Sporting Clube de Portugal et le Benfica Lisbonne. Le Sporting CP remporte son neuvième trophée en battant le Benfica 2 à 1, après prolongation, et réussit le doublé coupe-championnat cette saison. Le Benfica se qualifie pour la Coupe d'Europe des vainqueurs de coupe de football 1974-1975 en tant que finaliste de la Coupe nationale.

## Finale
| 19 juin 1974 | Sporting Clube de Portugal | 2 - 1 a. p. | Benfica Lisbonne | Stade national du Jamor   |                           |
|              |                            | (0 - 1)     |                  | Arbitrage : César Correia | Arbitrage : César Correia |
|              | Feuille de match           |             |                  | Arbitrage : César Correia | Arbitrage : César Correia |